# Imlinsches Haus

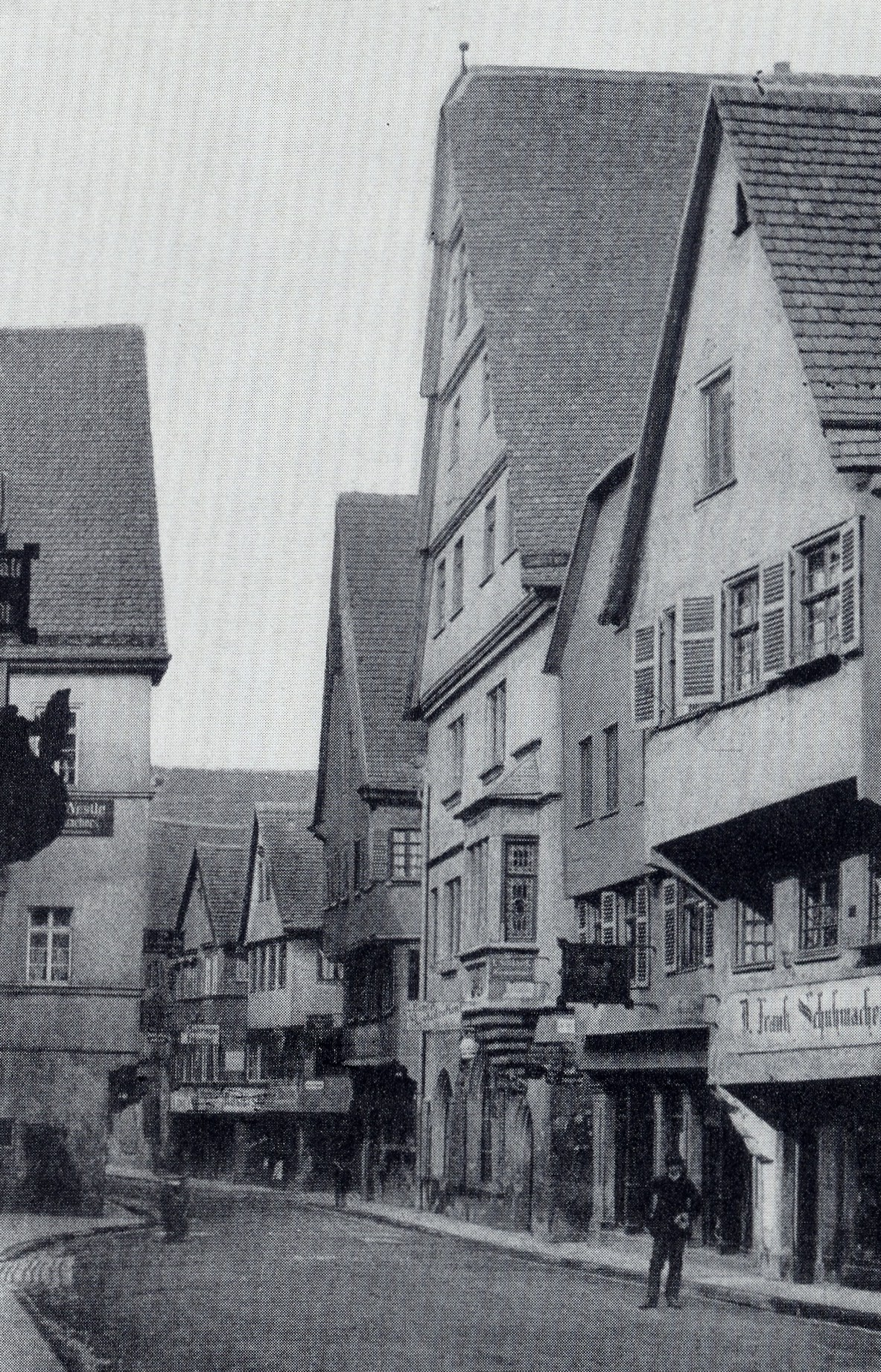
Blick in die Kirchbrunnenstraße um 1895, das Imlinsche Haus ist das hohe Gebäude mit Erker, das Fachwerk der oberen Stockwerke ist verputzt

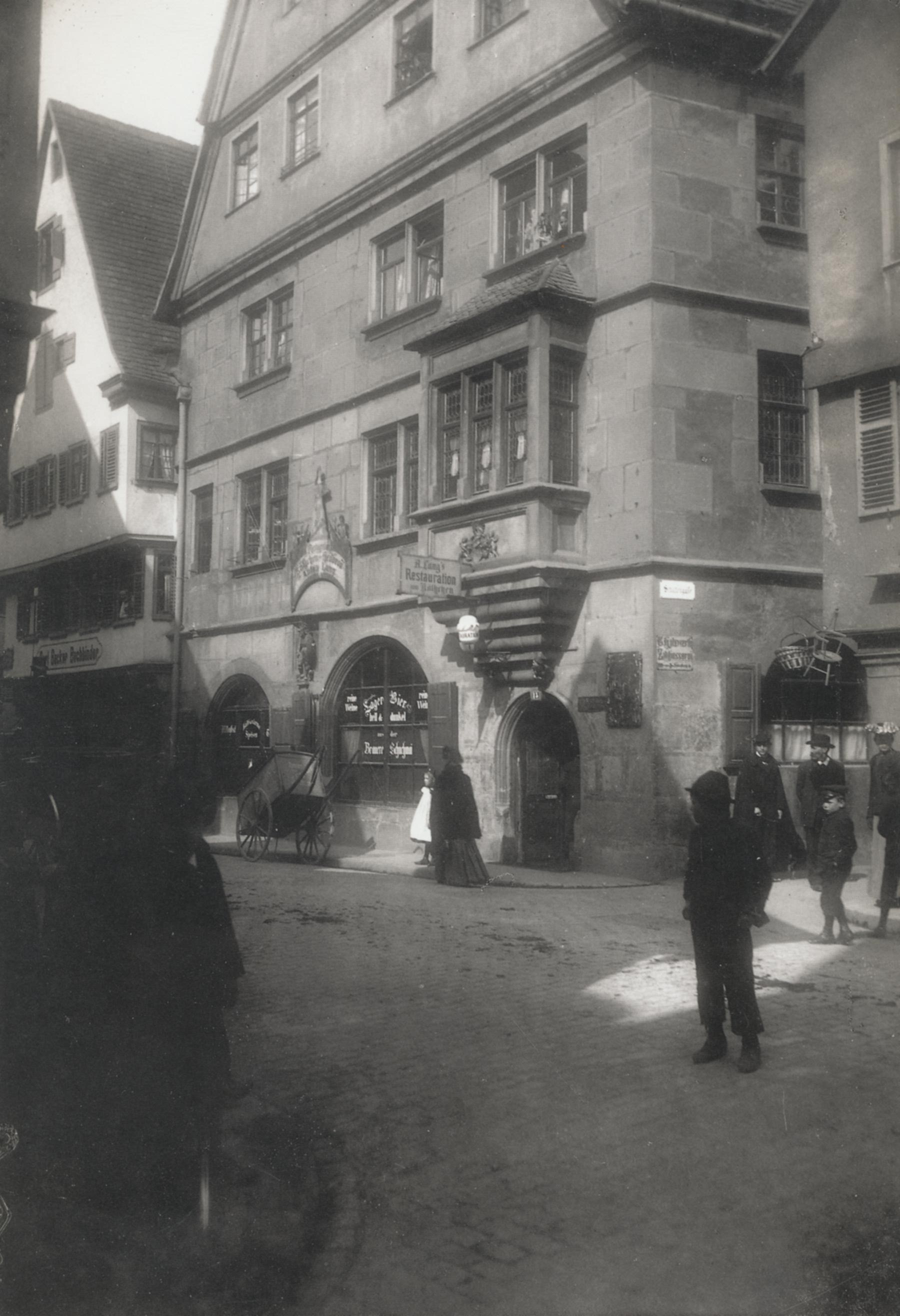
Das Imlinsche Haus auf einer Fotografie von Herzog Philipp von Württemberg vom 21. März 1904

Das Imlinsche Haus war ein repräsentativer Steinbau der Renaissance in Heilbronn. Das Gebäude wurde für den Bürgermeister Clement Imlin († 1585) gebaut. Die Familie Imlin stellte weitere Bürgermeister von Heilbronn und gehörte zu den wohlhabendsten Familien der Stadt. Das Gebäude wurde wie die gesamte Heilbronner Innenstadt beim Luftangriff vom 4. Dezember 1944 zerstört, an seiner Stelle befindet sich heute ein Geschäftshaus aus der Nachkriegszeit.

## Geschichte
Das Imlinsche Haus befand sich an der Kirchbrunnenstraße 15 und wurde zwischen 1535 und 1585 auf älteren Gewölben mit romanischen Säulen errichtet. Eine Besonderheit war, dass die unteren drei Geschosse massiv aus Sandstein erbaut waren, darüber erstreckten sich noch drei Dachgeschosse in alemannisch-fränkischem Fachwerk mit überkragenden Stockwerken. Eine weitere Besonderheit des Hauses war der Erker aus Sandstein, der nach Plänen von Hans Kurz, dem großen Renaissance-Baumeister Heilbronns, der auch das Heilbronner Rathaus entworfen hatte, ausgeführt wurde. Im Inneren wies das Haus bauzeitliche Kassettendecken auf. Die Ausführung als eines der wenigen Steinhäuser der Stadt und die qualitätvolle Ausstattung des Gebäudes dokumentierten den Wohlstand der Bürgermeisterfamilie Imlin.
Im 19. Jahrhundert befand sich in dem Gebäude die altdeutsche Weinstube Zum Käthchen. Das Gebäude wurde dem Zeitgeschmack folgend im 19. Jahrhundert verputzt, später wurden die Sandsteinfassade und das Fachwerk wieder freigelegt. Beim Luftangriff vom 4. Dezember 1944 wurde das Gebäude zerstört.

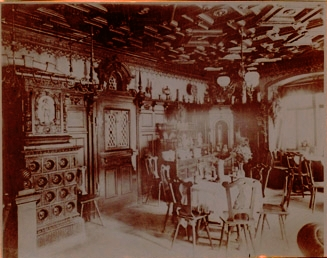
Weinstube Zum Käthchen, um 1900
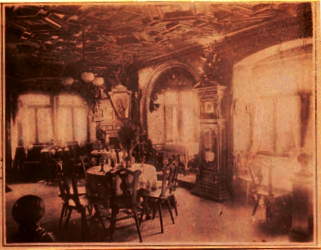
Weinstube Zum Käthchen, um 1900
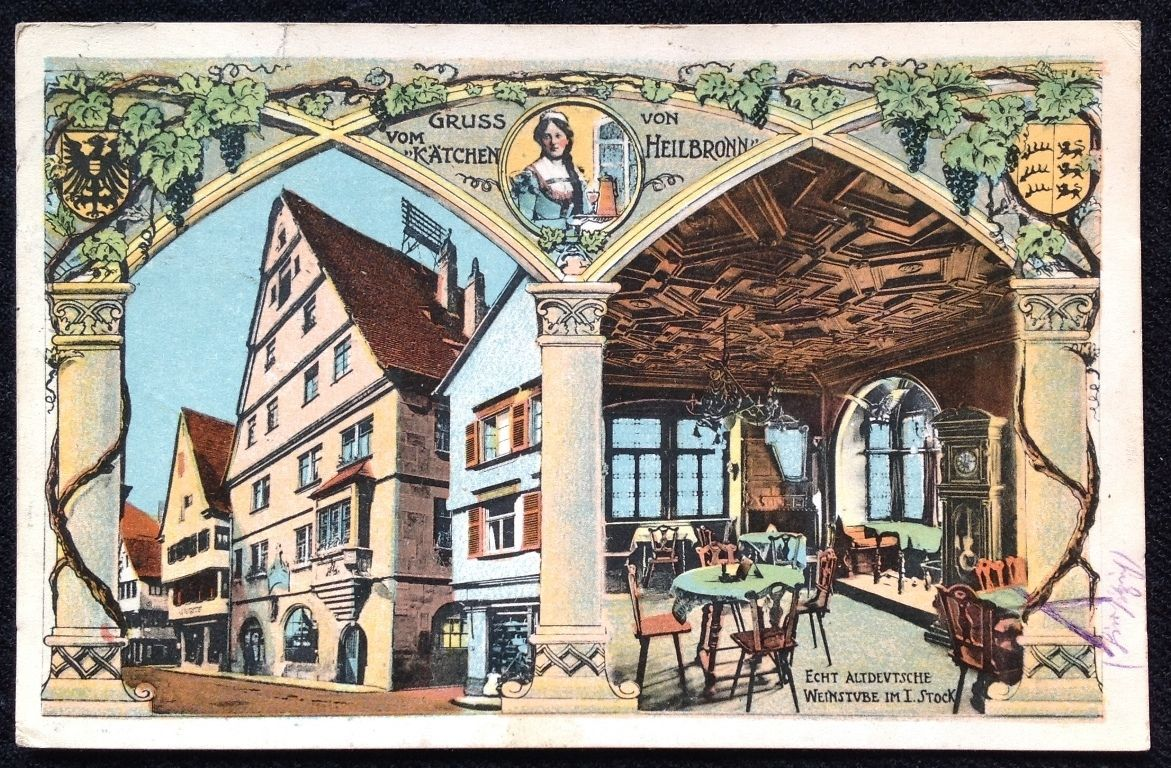
Heilbronn, Imlinsches Haus mit Käthchenstube im 1. OG, 1914.